# Mayrinia
Genre
Mayrinia est un genre d'insectes hétéroptères (punaises) de la famille des Pentatomidae. 

## Distribution
Les espèces du genre Mayrinia se rencontrent principalement en Amérique du Sud, du Costa Rica jusqu'en Argentine.

## Systématique
Le genre Mayrinia est décrit pour la première fois en 1925 par l'entomologiste hongrois Géza Horváth (d) (1847-1937). Il y inclut quatre espèces, M. curvidens, M. rectidens, M. variegata et M. barletti, toutes précédemment placées dans le genre Loxa.
Dans sa révision du genre en 1972, Grazia-Vieira conserve trois espèces et considère M. barletti comme un synonyme de M. variegata. Une quatrième espèce est décrite par Grazia-Vieira un an plus tard en 1973 : M. brevispina.
Proche parent des genres Chlorocoris, Chloropepla, Fecelia et Loxa, Mayrinia est d'abord classé dans la tribu des Pentatomini puis est déplacé dans une nouvelle tribu créée en 2018, les Chlorocorini.

## Liste des espèces
Selon BioLib (8 juin 2022) :
- Mayrinia brevispina Grazia-Vieira, 1973
- Mayrinia curvidens (Mayr, 1864)
- Mayrinia rectidens (Mayr, 1868)
- Mayrinia variegata (Distant, 1880)

## Publication originale
- (la) G. Horváth, « De Pentatomidarum genere Loxa Am. Serv. et de novo genere ei affini », Annales Historico-Naturales Musei Nationalis Hungarici, Budapest, Musée national hongrois, vol. 22,‎ 1925, p. 307-328 (ISSN 0521-4726, 0521-4726 et 2786-1368, lire en ligne).